# ماگدالنکی (استان لهستان بزرگ‌تر)
ماگدالنکی (به لاتین: Magdalenki) یک روستا در لهستان است که در گمینا پنپووو واقع شده‌است.